# Apprends-moi (chanson de Mireille Mathieu)
Pour les articles homonymes, voir Apprends-moi.
Singles de Mireille Mathieu
Inutile de nous revoir
(1975) Ma mélodie d'amour
(1976)
Pistes de Apprends-moi
Tous les enfants chantent avec moi
Apprends-moi (Tornerò) est une chanson de la chanteuse française Mireille Mathieu sortie en 1975 sous le label Philips.
C'est une adaptation en français de Tornerò, chanson du groupe italien I Santo California, créée l'année précédente et vendue à plus de 11 millions d’exemplaires. La face B du disque, Souviens-toi Maria, a été également enregistrée en allemand par Mireille Mathieu sous le titre Der Zar und das Mädchen.